# Giáo hoàng Ađrianô I
Ađrianô I hoặc Hadrianô I  (Tiếng Latinh: Adrianus I) là vị giáo hoàng thứ 95 của giáo hội Công giáo. Theo niên giám tòa thánh năm 1806 thì ông đắc cử Giáo hoàng vào năm 772 và ở ngôi Giáo hoàng trong 23 năm 14 tháng 17 ngày. Niên giám tòa thánh năm 2003 xác định triều đại của vị Giáo hoàng này kéo dài từ ngày 9 tháng 2 năm 772 cho tời ngày 25 tháng 12 năm 795.
Giáo hoàng Adrianus sinh tại Rôma trong gia đình quý tộc Colonna.

## Mở đầu triều giáo hoàng
Ông bắt đầu liên kết với Charlemagne (Charles Đại Đế) vị hoàng đế này vừa tới Ý và chấm dứt sự thống trị của Longobards ở Ý. Tân Giáo hoàng cho tái thiết lại hệ thống cống nước và các bức tường thành phố bị quân Longobard phá hại.
Ông bắt đầu một cuộc khôi phục đại quy mô các ngôi thánh đường ở Rôma và xây dựng Nhà Tế Bần Thánh Thần (Santo Spirito Hospital) vẫn còn tồn tại cho đến ngày nay. Ông cho phục hồi các bức tường thành Roma và các hào luỹ cổ xưa và cho đúc bức tượng bằng vàng trên mộ Thánh Phêrô và lót sân bằng bạc ở phía trước bàn thờ Toà Cáo Giải.
Giáo hoàng không ủng hộ lời đòi hỏi của quả phụ Carlôman, về ngai vàng Soissons, và Charlemagne bỏ Đêsirêa, người vợ Lombards của ông, và tống bà về Pavia. Thế là chính sách thân Lombards của Bertha chân bự bị bỏ, để trở lại chính sách của Pêpinô.
Didier, vua Lombards, liền tuyên bố việc "tặng dữ" là số không. Lợi dụng lúc Charlemagne vướng chân ở mặt trận Saxonia, mùa xuân 773, ông chiếm một số thành và tiến công Roma. Đức Hadrianô cử người cầu cứu Charlemagne.

## Quan hệ với Charlemagne
Tháng bảy Charlemagne đem quân vượt dãy Alpes nhằm giải cứu Giáo hoàng Adrianus I. Trong lúc quân của ông ta bao vây vua Didier người Lombards trong thành Pavia thì ông ta cùng một đoàn tùy tùng đông đảo đi tới Roma và nhắc lại với Giáo hoàng Hadrianus lời tặng đất của cha mình: Rôma và vùng quê La Mã, một dải núi Apennin cùng với thành Pérouse, và về phía bắc, dọc theo bờ biển Adriatique, một vùng đất từ sông Adige xuống đến Ancone. Đó đại thể là cả vùng đất của quận "Ravenne" ngày trước. Về phía Nam còn phải cộng thêm các quận Spolète và Bénévent nữa (điều này rất lâu sau mới thực hiện).

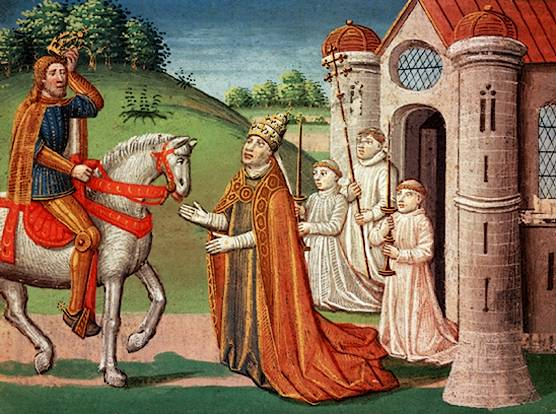
Charlemagne và giáo hoàng Adrian I

Lễ Phục Sinh 774, Charlemagne khải hoàn vào đền Thánh Phêrô tại Roma. Ba cửa Vương cung thánh đường mở toang đón ông, Charlemagne hôn kính từng bậc đền thờ và tới quỳ gối trước Mộ Thánh Tông Đồ, trong khi ca đoàn hát "Ngợi khen đấng nhân danh Chúa mà đến" Đức Hadrianô xác nhận tước hiệu "Cha (Patrice) người Lamã" của Carôlô và Carôlô xác nhận lại với Giáo hoàng việc tặng dữ của Pêpinô.
Thế là đã hình thành sự thống trị về phần đời của các Giáo hoàng đối với miền Trung nước Italia, quyền lực này còn tồn tại suốt mười một thế kỷ nữa. Nhà nước Giáo hoàng mới không là một nước độc lập theo cách hiểu ngày nay. Nó là một bộ phận của đế quốc Franc. Nhưng Giáo hoàng không phải là một viên chức của hoàng đế như dưới triều Justinien. Giáo hoàng không do hoàng đế bổ nhiệm, sau khi được bầu, kết quẩ bầu không cần đến sự phê duyệt của hoàng đế.
Giáo hoàng Hadrianus là một chính khách khôn khéo ý thức được phẩm cách của mình. Ông còn viện dẫn chuyện Hoàng đế Constantin tặng đất cho Giáo hoàng Silvestre, và do nhầm lẫn, ông đã yêu cầu lấy toàn bộ Italia. Song Charlemagne còn bận rộn với Saxe và Tây Ban Nha, không có thời gian để thực hiện những kế hoạch ấy.

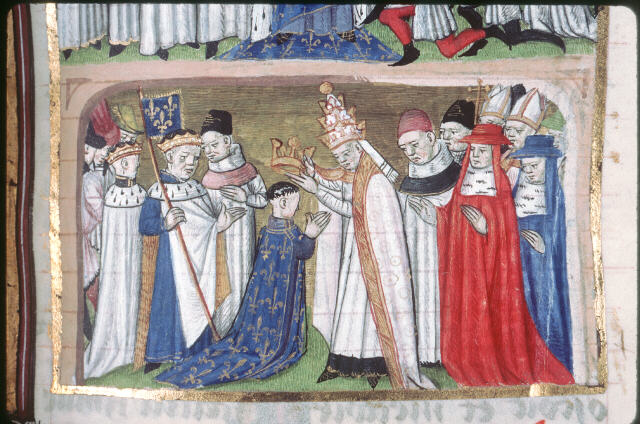
Sự đăng quang của Louis Mộ Đạo, vua xứ Aquitane bởi giáo hoàng Hadrianus I

Năm 781, Charlemage qua Roma, ông thấy lễ nghi Roma đẹp và đơn sơ quá. Mặt khác, ông cũng muốn thống nhất lại đế quốc và tái tạo vinh quang của đế quốc La Mã, ông xin Giáo hoàng Adrianus I gửi cho mình một quyển nghi thức để áp dụng trên toàn đế quốc và Adrianus đã gửi cho ông quyển Sacramentariu Gregorianum sang. Từ đó quyển này cũng được gọi là Sacramentariu Gregorianum Hadrianum và được áp dụng trên toàn đế quốc người Frank. Nhờ vậy, Phụng Vụ Grêgôriô, Bình Ca Grêgôriô tràn lan khắp các lãnh thổ dưới quyền binh đội Frank, bổ sung thêm một ít nhân tố mượn trong Phụng Vụ xứ Gaule xưa.
Năm 786 Charlemagne trở lại Ý, để dằn mặt quận công Bênêventô ông mừng lễ Giáng Sinh tại Florencia, rồi viếng Rôma, ông đi khắp nước Ý như ở nhà mình. Rồi một số thành, được hứa dâng Giáo hoàng năm 774, như Mođêna, Mantova, Vicencia, Vêrona, chẳng thấy sáp nhập vào Quốc gia Giáo hoàng bao giờ cả. Ở Sabina người ta cũng không nghe lời Cán bộ điện Latran của Giáo hoàng cho bằng nghe lời quân Pháp. Trong thư từ của Adrianô, ta thấy ông thất vọng, cay đắng, nổi sùng. Thực tế Charlemagne là chủ nước Ý.
Trên thực tế Giáo hoàng thấy quyền hạn của mình được củng cố. Tặng dữ của Pêpinô được mở rộng. Việc Quốc gia Giáo hoàng được Charlemagne, người từ nay thống trị Âu Châu, nhìn nhận, là một điều quan trọng. Một mặt Giáo hoàng đang công khai tranh chấp với Đế quốc Đông Phương, về việc tranh chấp Ảnh Thánh. Mặt khác ông biết mình lệ thuộc binh đội Pháp, không có sự bảo vệ của binh đội này, Quốc gia tí hon của người chịu sao nổi quân Lombarđô và Byzancia.

## Công đồng chung VII

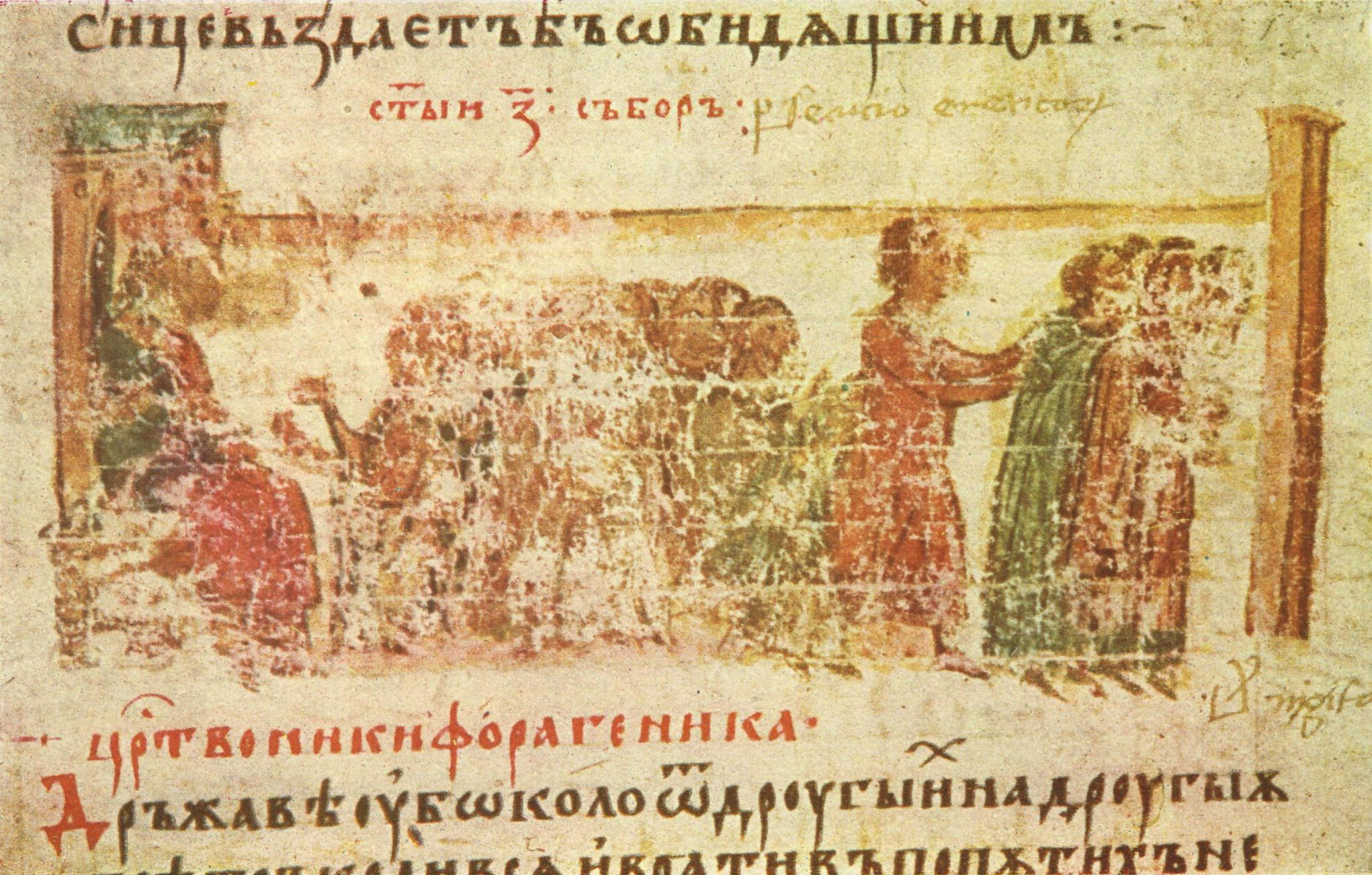
Công đồng chung Nicaea (787). Tranh minh họa từ cuốn "Biên niên sử Konstantinos Manasses"

Trong triều đài của Giáo hoàng Hadrianus I nổ ra vụ Filioque: Công Đồng Tôlêđô (589), để chống bè rối Ariô, đã nêu rõ "Đức Chúa Thánh Thần bởi Đức Chúa Cha và Đức Chúa Con mà ra". Charlemagne thấy công thức này hay hay, bèn đem vào Kinh Tin Kính, hát trong Nhà Nguyện của người. Việc đến tai Đông Phương, họ nhún vai nói: "Đức Chúa Thánh Thần bởi Đức Chúa Cha, nhờ Đức Chúa Con mà ra", chứ không phải "bởi Đức Chúa Cha và Đức Chúa Con". Điều này, Charlemagne không hiểu gì cả. Nhưng ông này vẫn ngoan cường giữ nguyên sáng kiến của mình, bất chấp cả sự dè dặt của Giáo hoàng.
Công đồng Chung VII (Công đồng Nicêa II) diễn ra dưới triều Đức Hadrianô do Baselia triệu tập, Công đồng được nữ hoàng Irène triệu tập năm 787 theo lời thỉnh cầu của thượng phụ Taraise để chấm dứt vụ tranh cãi bài ảnh tượng. Đức Giáo hoàng Hadrianô I đã gửi đến đó hai đặc sứ, với điều kiện là hội nghị bài ảnh tượng Héria (753) phải bị lên án.
Đức Hadrianô đã viết cho nữ hoàng Irenea như sau: " Mọi ảnh tượng được tạc họa nhân danh Chúa hoặc thiên thần hoặc tiên tri hoặc tử đạo hoặc người công chính đều là thánh cả, bởi lẽ người ta không kính thờ gỗ đá, nhưng thờ kính Đấng được họa lại trên gỗ đá " (Mansi: Concil.XII, 1069).
Công đồng công bố sự gắn bó của mình với giáo lý về sự tôn kính ảnh tượng.Công đồng này phân biệt giữa sự sùng kính ảnh tượng thánh và sự thờ phượng, chỉ dành cho một mình Thiên Chúa. Giáo hội Công giáo Rôma luôn luôn đồng ý với điều này, và thường dùng các hình ảnh, tranh vẽ, kính màu, tượng điêu khắc để dạy bảo và nhắc nhở giáo dân về các chân lý đức tin. Công đồng này đã lên án thượng phụ Photios nhưng theo Giáo hội phương Đông, công đồng này bị công đồng 880 hủy bỏ, và đó mới là công đồng chung có giá trị.